# Informationsmodell
Ein Informationsmodell ist in der Informationstechnik eine abstrakte Abbildung von Objekten mit ihren Eigenschaften und Beziehungen. Das Informationsmodell ergänzt das Datenmodell um Kontextangaben, die es einer Person erlauben, Daten einheitlich zu interpretieren und zu nutzen. Es liefert die Strukturen, die das von einer Person oder einer Gruppe von Personen in einer konkreten Situation benötigte Wissen explizit sichtbar machen.
Im alltäglichen Sprachgebrauch dagegen wird oftmals keine klare Unterscheidung zwischen Informations- und Datenmodell vorgenommen und die Begriffe synonym verwendet.

## In der Informatik
In der Informatik wird ein Informationsmodell häufig als konzeptionelles oder logisches Datenmodell bezeichnet. Es beschreibt reale Objekte einer Umgebung (Firma, Projekt, Branche), indem es ihre Namen, Eigenschaften und Beziehungen eindeutig festlegt. Im Gegensatz zu Datenmodellen macht es keinerlei Angaben über Speicherung oder Verwaltung der Daten, in denen die Informationen abgebildet werden.
Das Informationsmodell bildet die kommunikative Brücke zwischen dem Fachwissen der Anwendenden und dem Datenverwaltungswissen der Informatiker. Der Prozess der Informationsmodellierung beschreibt, wie man einen Ausschnitt des Wissens einer Welt in einem Informationsmodell abbildet.

## In der Telekommunikation
Informationsmodelle werden beim Management von IT-Systemen und von Telekommunikationsnetzen benutzt. Managementobjekte sind bei diesen Anwendungen beispielsweise Geräte wie Router, Hubs oder ihre Steckkarten bzw. die Ports auf diesen Steckkarten. Mit Hilfe dieser Informationsmodelle werden die Netzwerke durch das Netzwerkmanagement aus der Ferne überwacht, konfiguriert und gesteuert.
Die Informationsmodelle werden vom Konzept her so definiert, dass sie keine bestimmte Implementierung erfordern: dadurch wird erreicht, dass unabhängig von herstellerspezifischen Implementierungen eine einheitliche Sichtweise auf verschiedene Geräte desselben Typs möglich ist.
Informationsmodelle benutzen zur Modellierung realer Geräte gewöhnlich zunächst ein Funktionsmodell, das folgende Managementbereiche umfasst:
- Fehler und Störungen (fault management)
- Konfiguration (configuration management)
- Abrechnung (accounting management)
- Qualität und Leistung (performance management)
- Sicherheit (security management).

Darauf aufbauend werden Managementobjekte definiert, denen wiederum Attribute zugewiesen werden. Die Anfangsbuchstaben der englischen Bezeichnungen ergeben FCAPS, was eine geläufige Abkürzung für die Aufgaben des Funktionsmodells darstellt.
In realen Implementierungen bestehen Informationsmodelle aus
- einer Management Information Base (MIB), die die Gesamtheit aller Daten und Informationen in einer Datenstruktur abbildet, und
- einem Managementprotokoll wie beispielsweise Simple Network Management Protocol (SNMP).

Von der Distributed Management Task Force wurde ein standardisierter Satz von Informationsmodellen unter der Bezeichnung Common Information Model veröffentlicht.